# هيرفيه بازين
هيرفيه بازين (بالفرنسية: Hervé Bazin) (و1911 – 1996م)، هو شاعر وكاتب وروائي فرنسي، ولد عام 1911 بمدينة أنجيه وتوفي فيها عام 1996 عن عمر يناهز 85 عاماً. كان عضو أكاديمية غونكور منذ عام 1958م وتولى رئاستها عام 1973م. وعُرف بازان بحدة انتقاده للمجتمع البورجوازي.

## من مؤلفاته
```
قدم عشرين عملاً تُرجمت إلى 40 لغة عالمية، وتعد روايته «أفعى في قبضة اليد» أشهر أعماله.
```

- «أفعى في قبضة اليد»
- «موت الحصان الصغير»
- «اليوم التاسع»
- «رأس يضرب الجدران»
- «المحرمات»

## جوائز
وقد نال العديد من الجوائز من بينها:
- الجائزة الكبرى للاداب في موناكو عام 1957م.
- جائزة لينين للسلام من الكرملين عام 1979.

## وصلات خارجية
- هيرفيه بازين على موقع IMDb (الإنجليزية)
- هيرفيه بازين على موقع الموسوعة البريطانية (الإنجليزية)
- هيرفيه بازين على موقع ديسكوغز (الإنجليزية)
- هيرفيه بازين على موقع قاعدة بيانات الفيلم (الإنجليزية)